# Marguerite Delaroche
Pour les articles homonymes, voir Delaroche.
Marguerite Delaroche, née le 1er juin 1873 à Brunoy et morte le 20 janvier 1963 à Versailles, est une peintre miniaturiste française.

## Biographie
Élève de Gabrielle Debillemont-Chardon, Henri-Lucien Doucet et Marcel Baschet, elle expose au Salon des artistes français dès 1892 et obtient une médaille de bronze à l'Exposition universelle de 1900.
Elle est la mère d'Hélène Delaroche.